# Donmar Warehouse

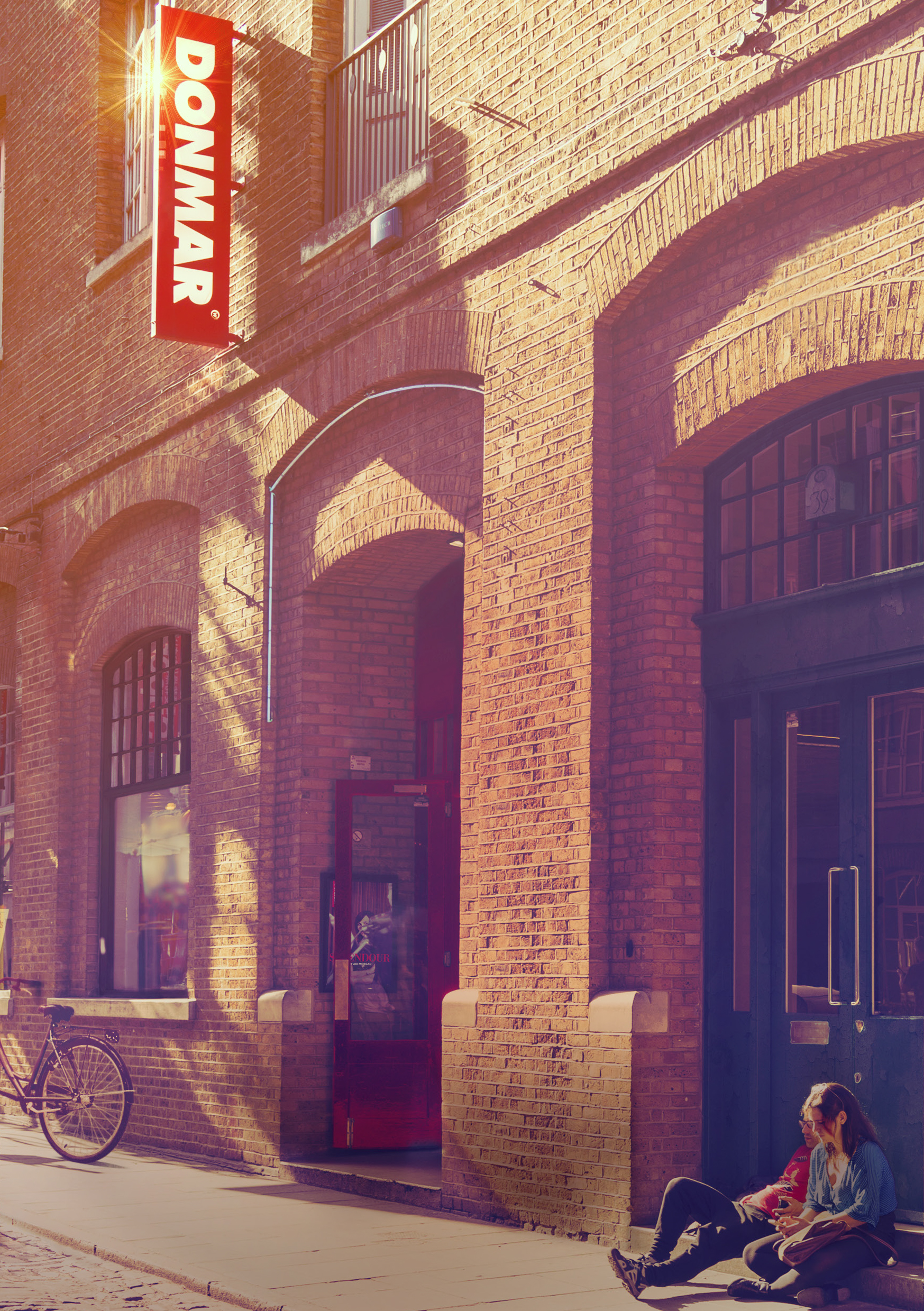
Der Eingang zum Donmar Warehouse

Das Donmar Warehouse ist ein Theater in Covent Garden in London. Das Theater hat 251 Sitzplätze und wurde erstmals am 18. Juli 1977 bespielt.

## Geschichte
Der Theaterproduzent Donald Albery gründete 1953 Donmar Productions, ein Theaterprojekt, dessen Name sich aus den ersten drei Buchstaben seines Namens und den ersten drei Buchstaben des Namens seiner Frau Margaret ableitet. Im Jahr 1961 kaufte er eine Lagerhalle, die in den 1870er Jahren als Hopfen-Lagerraum einer lokalen Brauerei in Covent Garden diente, später als Bananenreifungslager und in den 1920er Jahren als Filmstudio genutzt wurde. Sein Sohn Ian Albery baute die Lagerhalle zu seinem privaten Proberaum um. 1977 erwarb die Royal Shakespeare Company das Gebäude und änderte, in Erinnerung an die ursprüngliche Nutzung, den Namen in Donmar Warehouse. Das erste Stück, das 1977 aufgeführt wurde, war  Bertolt Brechts Schweik in the Second World War, das von Regisseur Howard Davies auf die Bühne gebracht wurde.
Als bisherige Künstlerische Leiter des Theaters fungierten Sam Mendes, Michael Grandage und bis März 2019 Josie Rourke. Diese brachten überwiegend zeitgenössische Neuinterpretationen von klassischen europäischen Dramen auf die Bühne, aber auch moderne britische und amerikanische Dramen und kleinere Musiktheaterstücke. Künstlerischer Leiter des Hauses ist seit 2019 Michael Longhurst.